# Bolidja Tiem
Bolidja Tiem est un ingénieur et homme politique togolais. 

## Carrière politique
En octobre 2020, Bolidja Tiem devient ministre de l'Eau et de l'Hydraulique villageoise dans le gouvernement Dogbé,.
Avant cela, il était directeur général de l'Agence togolaise d'électrification rurale et des énergies renouvelables (AT2ER).